# Біоенергетика з використанням технології уловлювання та зберігання вуглецю
Біоенерге́тика з використа́нням техноло́гії уло́влювання та зберіга́ння вуглецю́ (BECCS) або як ще називають Біо-CCS — є біоенергетичною технологією пом'якшення впливу викидів парникових газів на зміну клімату, завдяки комбінуванню виробництва біопалива з біомаси, разом з уловлюванням і зберіганням вуглецю. BECCS може давати негативний викид вуглецю (вуглекислого газу, CO2) в атмосферу (тобто поглинати вуглець з атмосфери), чим сприяє декарбонізації, покращенню емісійного бюджету CO2, та зменшенню парникового ефекту і глобального потепління. Крім того, вловлений CO2 використовується для виробництва інших цінних продуктів, таких як сечовина, полікарбонати, метанол, диметиловий етер та багато інших.
У Четвертому оціночній доповіді МГЕЗК Міжурядової групою експертів по зміні клімату (МГЕЗК) було зазначено (підкреслено), що BECCS є однією з ключових технологій для досягнення в атмосфері низької концентрації оксиду вуглецю. За оцінками Королівського суспільства негативні викиди які можуть бути перероблені BECCS еквівалентні від 50 до 150 ppm зниження глобальної атмосферної концентрації двоокису вуглецю  і згідно з підрахунками Міжнародного енергетичного агентства (МЕА), проект «Блакитна карта» щодо пом'якшення наслідків зміни клімату потребує переробки за допомогою BECCS до 2050 року більше ніж 2 гіга тон негативних викидів. Поняття BECCS взято з інтеграції галузей переробки біомаси або біоелектростанцій з уловлення та зберігання вуглецю. BECCS є однією з форм де вуглець вилучається, поряд з використанням таких технологій як біовугілля, уловлювання вуглецю та захоронення біомаси.

## Негативні викиди

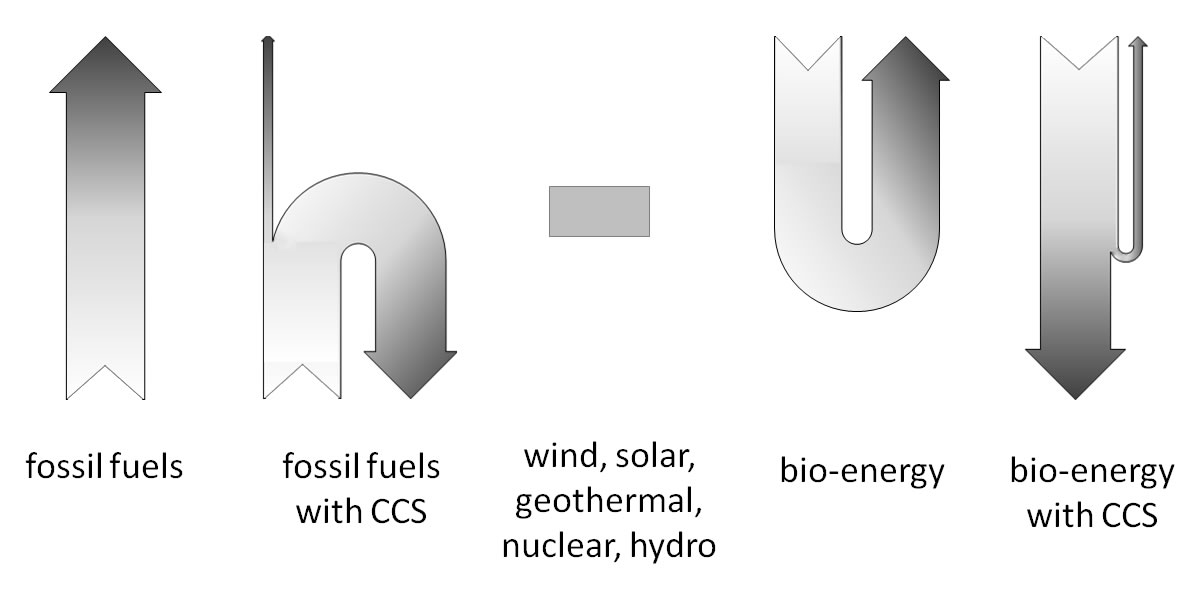
Carbon flow

Основна привабливість BECCS полягає в його здатності призвести до негативних викидів СО2. Уловлювання вуглецю при використанні біоенергетичних джерел дозволяє ефективно видаляти CO2 з атмосфери.
Біо-енергію отримують з біомаси, яка в свою чергу є поновлюваним джерелом енергії і слугує поглиначем вуглецю в процесі свого зростання. Під час виробничих процесів, біомаса спалюється або перероблюється з викидом CO2 в атмосферу. Таким чином, процес призводить до чистого нульового рівня викидів СО2, це може бути як позитивно так і негативно змінено в залежності від викидів вуглекислого газу пов'язаних зі зростанням біомаси, транспортування і обробки, див. нижче в розділі екологічні міркування . Уловлювання та зберігання вуглецю (технологія CCS або УХУ) використовується для перехоплення викиду CO2 в атмосферу і перенаправлення його в геологічні сховища. Вилучення вуглецю з біомаси відбувається не тільки на біо-електростанціях, а також у целюлозно-паперової промисловості і при виробництві біопалива, таких як біогаз і біоетанол. Тому технологія BECCS також може бути використана і для цих промислових процесів .
Стверджується, що за допомогою технології BECCS, вуглець залишається у захворюванні в геологічних утвореннях на дуже тривалий період часу, в той час як наприклад дерево тільки зберігає свій вуглець протягом свого життя. У своєму звітньому доповіді МГЕЗК про результати спостереження за використання техніки CCS зазначено, що частка збереженного вуглецю в геологічних пластах, ймовірно, перевищить 99% протягом більш ніж 1000 років. У порівнянні з іншими типами поглиначів вуглецю, таких як океан, дерева і ґрунт, технологія BECCS, ймовірно, забезпечить кращу стабільність .
Кількість CO2, яке було випущено на сьогоднішній день вважається занадто великим, щоб бути можливим для поглинання звичайними поглиначами, такими як дерева та ґрунт для досягнення низьких цілей зі скорочення викидів.
Зокрема накопичених викидів, протягом цього століття буде добавлена значна кількість майбутніх викидів, навіть при найвищих амбіціях зі сценаріем з низьким рівнем викидів. Тому BECCS пропонуєтьця як технологія для зворотної тенденції викидів СО2 в атмосферу та створення глобальної системи негативних викидів. Це означає, що викиди не тільки будуть дорівнювати нулю, а навіть стануть негативними, у такому разі не тільки викиди, а й абсолютна кількість СО2 в атмосфері буде скорочено.

## Застосування
| Джерело                           | CO2 Джерело | Сектор                               |
| --------------------------------- | --- | ------------------------------------ |
| Електростанції                    | При спалюванні біомаси або біопалива в пару або газі генераторів відбувається викид СО2 як побічного продукту | Енергія                              |
| Теплові електростанції            | Спалювання біопалива при виробництві тепла викидає СО2 як побічний продукт. Зазвичай використовується для централізованого теплопостачання | Енергія                              |
| Целюлозно-паперової промисловості | - CO2 виробляється в котлах-утилізаторах - CO2 виробляється в печах для випалу вапна - Для технологій газифікації, СО2 утворюється в ході газифікації чорного лугу та біомаси, таких як кора дерева і деревних *Величезні обсяги СО2 також випускаються при спалюванні синтез-газу, продуктів газифікації, в комбінованому процесі циклу | Промисловість                        |
| Виробництво етанолу               | Ферментація біомаси, таких як цукрового очерету, пшениці чи кукурудзи відбувається викид СО2 як побічного продукту | Промисловість                        |
| Виробництво біогазу               | При виробництві біогазу в процесі модернізації, СО2 виділяється з метану при одержанні більш високої якості газу | Промисловість                        |
| Виробництво біоводню              | Ланцюг поставок BECCS може виробляти до 12,5 млн тонн водню (H2) з біомаси відходів на рік, за підрахунками в Європі (на 2022 рік ~10 млн тонн H2 на рік використовується в Європі) і видаляти до 133 млн тонн CO2 на рік з атмосфери (або 3% від загального обсягу в Європі викидів парникових газів                                    | Промисловість, сільське господарство |

## Технології
Для уловлювання СО2 з біотичних джерел зазвичай використовуються ті ж технології, як і для уловлювання двоокису вуглецю з традиційних джерел викопних видів палива. У цілому, існують три різні типи технологій: після спалювання, до спалювання, спалювання збагаченого киснем палива .

## Політика
На основі чинного Кіотського протоколу, проекти з уловлення та зберігання вуглецю вважаються не придатними як інструмент щодо скорочення викидів, і які могли б бути використані для Механізму чистого розвитку (МЧР) або для спільного впровадження (СВ). Визнаючи технології CCS як інструмент щодо скорочення викидів має життєво важливе значення для здійснення впровадження таких установок, так як немає інших фінансових мотивів для впровадження таких систем. Все більше зростає підтримка, щоб CCS і BECCS були включені до протоколу. Були проведені дослідження, звіти яких показують як це можливо здійснити, звіти стосуються в тому числі і BECCS.
Щоправда 16 Конференція Сторін РКЗК ООН та 6 Нарада Сторін Кіотського протоколу, що відбулася в м. Канкун, Мексика (листопад-грудень 2010 року), в рамках роботи Спеціальної робочої групи з подальших зобов'язань країн Додатку І Кіотського протоколу, зобов'язала Спеціальний орган з впровадження розглятути принципи та методології пов'язані з включенням технології уловлення та зберігання вуглецю до проектів, що відповідають Механізму чистого розвитку.

## Екологічні міркування
Деякі з екологічних міркувань і інші побоювання щодо широкого впровадження BECCS аналогічні тим, що існують для CCS. Проте, велика частина критики по відношенню до CCS є те, що це може посилити залежність від виснажуваних джерел викопних видів палива і екологічно агресивного видобутку вугілля. Але це не стосується BECCS, так як ця технологія заснована на відновлюванії біомасі. Існують, однак, інші фактори, які пов'язані з BECCS і це побоювання, пов'язані з можливим збільшенням використання біопалива.
Виробництво біомаси характеризується спектром стійких обмежень, таких як: брак орних земель і прісної води, втрата біологічного різноманіття, конкуренція з виробництвом продуктів харчування, вирубка лісу та брак фосфор. Дуже важливо переконатися, що біомаса використовується таким чином, щоб максимально збільшити використання енергії та користі для клімату. Деякі запропоновані сенарії розгортання систем BECCS  розкритикували, зокрема в тих випадках де буде виникати велика залежність від зростаючого надходження біомаси .
Ці системи можуть мати інші побочні ефекти. Проте в наш час[коли?] немає необхідності розширювати використання біопалива в енергетичних або промислових цілях для забезпечення розгортання BECCS. Вже на сьогоднішній день існує значна кількість викидів СО2 з виробництв працюючих на біомасі, які й можуть бути використані для BECCS.Хоча, за можливих сценаріїв майбутнього для системи біо-енергії, це може бути важливим фактором.
Процес BECCS дозволяє збирати випущений СО2, та зберігати його безпосередньо з атмосфери, а не з викопних видів джерел. Це означає, що будь-які можливі викиди зі сховища може бути додатково відновлено простим повторенням BECCS-процесу. Варто зазначити, що це неможливо тільки з CCS, так як CO2, що викидається в атмосферу не може бути відновлено шляхом спалювання ще більшої кількості викопного виду палива з CCS.